# 이베르동레뱅
이베르동레뱅(프랑스어: Yverdon-les-Bains)은 스위스 보주 쥐라-북보두아구에 위치한 도시이다. 그곳은 그 구의 소재지이다. 2020년 12월 기준 이베르동레뱅의 인구는 29,955명이다.
이베르동은 쥐라산맥, 오브평야, 브르와 언덕 및 뇌샤텔 호수로 형성된 자연환경의 중심부에 위치해 있다. 보주에서 두 번째로 중요한 도시이다. 온천으로 유명하며, 상업 및 관광의 중요한 지역 중심지이다.
2009년에는 도시가 공공장소를 처리 및 개발하고, 구시가와 뇌샤텔 호수를 연결한 방식으로 바커상을 수상했다.

## 역사
현재의 고고학적 증거가 보여주듯이 이베르동 근처의 고지대는 적어도 기원전 5000년경 신석기 시대 이후 정착된 것으로 보인다. 그 당시 이 도시는 지상과 하천의 통신 방식이 교차하는 작은 시장에 불과했다. 사람들은 처음에는 어부와 상인을 위해 해안가에 있는 임시 오두막에 정착하기 시작했고, 그 다음에는 영구적인 주거지에 정착했다.
켈트족계 헬베티아는 기원전 2세기경부터 에부로두눔(이베르돈의 켈트족과 로마식 이름)의 최초 영구정착민이었다고 한다.
약 100년 후, 로마인들은 이곳의 상업적, 전략적 중요성을 깨달았다. 이곳은 론강과 라인강 유역은 물론 론강과 다뉴브강을 연결하는 제네바–아방슈와 같은 주요 경로를 통제했다.

카스트룸 에브레두넨제라고 불리는 위풍당당한 카스트룸 또는 요새는 스위스에서 두 번째로 큰 곳으로 로마인들이 이베르동에 소속된 중요성을 보여주었다. 이 항구는 제국의 북동쪽 국경을 표시한 라인강을 따라 방어 진지를 제공하는 바지선의 해군 기지 역할을 했다. 따라서 에브레두넨제의 로마인 ‘비쿠스’는 번영하는 도시 중심지로 발전했다. 유황 온천은 발굴 조사에서 입증된 바와 같이 이미 온천에 사용되었다. 헬베티아인들이 이 물의 유익한 효과를 인식했을 가능성도 있다.

### 카스트룸
알레만니족의 첫 번째 침공 후 약 100년 후 ‘비쿠스’가 완전히 파괴되었을 때 로마인들은 약 325년에 대규모 군사 요새를 건설했다. 그것은 약 20,000㎡를 덮었고 거대한 성벽과 15개의 석조탑(카스트룸)으로 보호되었다. 야만인들은 5세기에 이탈리아를 침공하고 로마를 공격하겠다고 위협했다. 도시를 구하기 위한 마지막 필사적인 노력으로 알프스 북부에 주둔하고 있던 모든 군대는 이탈리아로 후퇴하라는 명령을 받았다. 수비대와 로마 행정부는 이베르동 수용소를 포기해야 했다. 에부로두눔의 주민들은 그때까지 성벽 너머에 살도록 배정되어 즉시 그 땅을 차지했다. 자신의 안전을 위해 사용하는 카스트룸. 이처럼 에부로두눔-이베르돈은 15세기까지 어려운 시기에도 살아남았다. 카스트룸은 노티티아 디그니타툼(Notitia Dignitatum, 서기 420년경)에 기록되어 있다.

### 사보이 시대
호수가 물러감에 따라 카스트룸에 국한된 고대 도시는 전략적 위치를 잃었다. 더 이상 항구나 해안을 따라 있는 새로운 무역로에 직접 접근할 수 없었다.
사보이의 피에트로 2세가 페이 드 보(Pays de Vaud, 보의 땅)에 대한 통치를 점차 확장했을 때 그는 도로 통행료와 항구 및 어업 세금을 부과했다. 그는 성벽과 성으로 방어된 이베르동의 새로운 도시(‘Ville Neuve’)를 건설했다. 건설 작업은 1259년경에 시작되어 많은 정착민들을 끌어들였다.

### 이베르동성

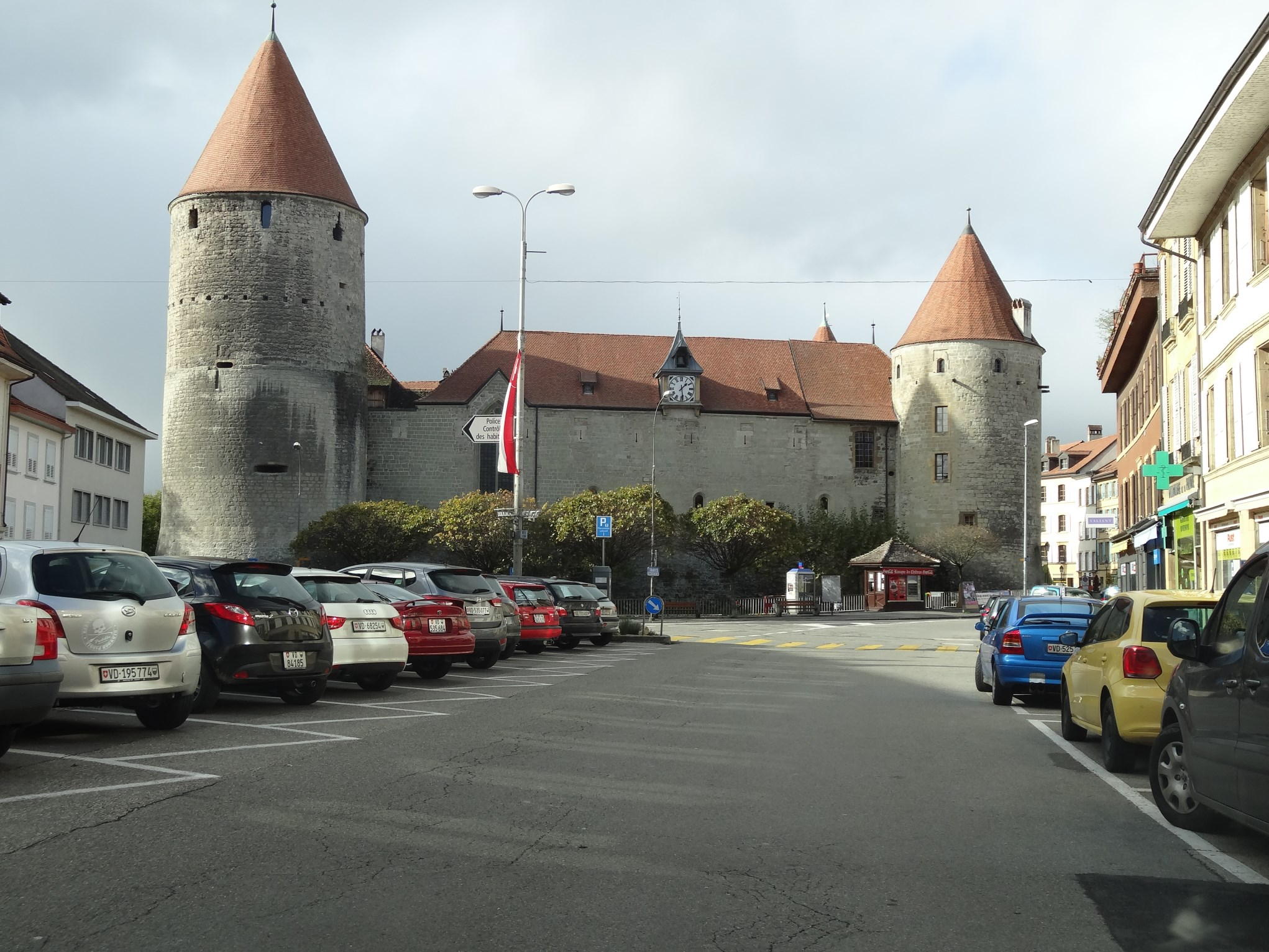
이베르동성

위풍당당한 주벽과 네 개의 탑이 몇 년 만에 세워졌다. 성의 디자인은 평야에 세워진 성에 사용된 기하학적 특성을 따랐으며, 젊은 석공과 건축가 자끄 드 생 조르제(Jacques de Saint-Georges)가 계획했다. 자끄는 또한 카나번성을 계획하고, 리옹 근처에 에스페란슈의 성조지성(Saint-Georges d'Espéranches)을 지었다.
이베르동의 성은 1536년까지 사보이 왕조의 카스텔란의 거주지였으며, 베른주의 집행관이 그 뒤를 이었다. 1798년 레만 데파르트망(Département du Léman)이 성의 소유자가 되었다. 데파르트망은 나폴레옹 1세가 강요한 단기간 존속했던 헬베티아 공화국(1798-1803)에 의해 설립되었다.
몇 년 후, 이베르동은 요한 하인리히 페스탈로치와 그의 연구소에 맡기기 위해 성을 인수했다. 1838년 이후 이 성은 공립학교로 사용되었다. 특히 2층에 새로운 교실이 생겼다. 칸막이 벽이 세워지고 추가 창으로 인해 성의 외관이 심하게 바뀌었다. 1950년 이후 이 교실은 점차 버려졌다. 1974년에 마지막 수업이 남았다. 원래 중세 구조가 복원되었다. 성은 오늘날 다목적 문화 센터로 지역 박물관, 극장, 다양한 회의실 및 1763년에 이미 설립된 프랑스어를 사용하는 스위스에서 가장 오래된 공공 도서관이 있다. 이 도서관은 현재 성 박물관의 일부이다.

### 베른  시대(1536–1798)
사보이 왕조의 통치자들은 이베르동 주민들에게 많은 권한과 자유를 부여했다. 부르고뉴 전쟁이 일어나기 전 200년 동안 이 마을은 번영했다.
베른의 정복이 뒤따랐다. 거의 300년 동안 베른 점령기간 동안 경제 생활은 계속 번창했다.
18세기는 문화적, 경제적 하이라이트로 특징지어지는 이베르동의 가장 호의적인 시기 중 하나로 판명되었다. 그 후 약 2,000명의 주민이 거주하는 이베르동은 온천장이자 사상의 중심지(1770년에서 1780년 사이에 출판된 이베르동 백과사전 58편)로서 당시의 위대한 정신과 움직임과 밀접하게 접촉했다.

### 시청
건축가인 뷔르낭은 1768년에서 1773년 사이에 이전에 덮인 시장 자리에 시청을 건립했다. 건물 내부에는 가구와 장식, 자기 스토브, 패널, 징두리 벽판 및 그림이 표시된다. 고대 곡물 창고의 금고는 일년내내 미술 전시회에 사용된다.

### 사원

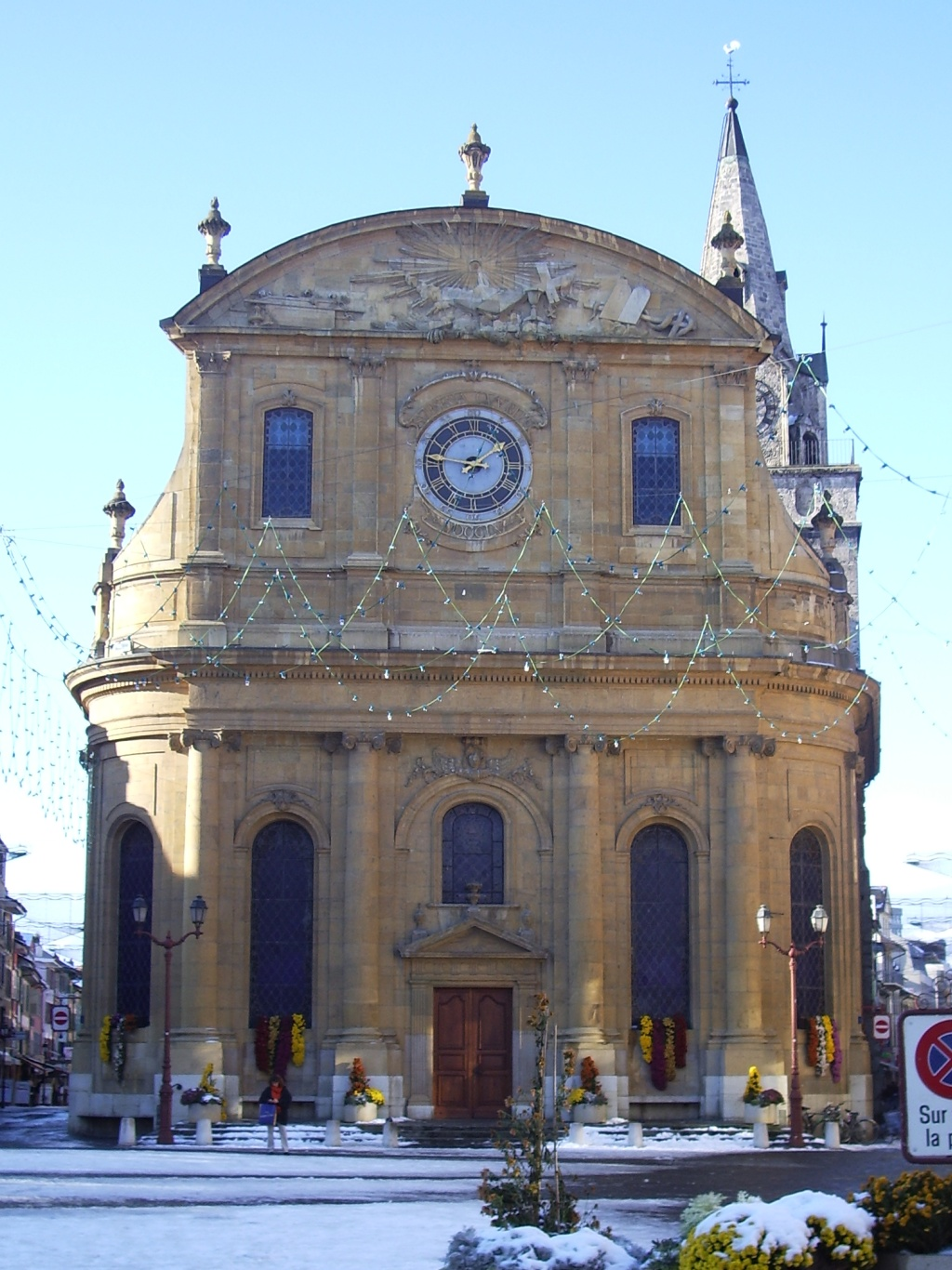
이베르동레뱅의 사원

제네바 건축가 비용(Billon)은 14세기의 노트르담 예배당 자리에 1757년에 이 개신교 교회를 세웠다. 그 첨탑은 1608년에 재건되었는데, 원래 첨탑의 기초 위에 로마 ‘카스트룸’ 폐허의 거대한 조각 블록이 사용되었다.
사도와 선지자를 형상화한 14개의 성벽은 고대 예배당에서 유래했으며, 프리부르와 오뜨리브(Hauterive)에서 일했던 클로드 드 피네(Claude de Peney)의 것으로 간주된다. 피네는 1499년에 사망했고, 로잔의 캐비닛 제작자인 본 보틀리에(Bon Bottolier, 1501-1502)가 성벽을 만드는 일을 맡았다. 프랑스 태생의 포티에(Potier)는 1766년에 오르간을 만들었다.

### 온천
온천은 미네랄 목욕으로 유명했으며, 적어도 로마 시대부터 사용되었지만, 아마도 그 이전인 헬베티아 시대에 사용되었을 것이다. 샘은 일종의 목조 구조로 된 신성한 장소였다고 추정된다. 중세 문서는 일찍이 1429년에 스파 센터의 존재를 증명하고 몇 가지 유용한 건물에 대해 언급한다.
1728년까지 당국은 새로운 스파를 건설하기로 결정했다. 그 명성은 빠르게 높아졌다. 18세기에는 마을과 온천이 크게 발전하고 눈부신 성공을 거두었다. 그런 다음 쇠퇴의 기간이 뒤따랐다. 스파는 1800년에 이미 추진력과 인기를 잃었고 단순한 정치적 만남의 장소로 전락했다. 완전히 방치되어 건물이 황폐해졌다.
스페인 과학자 A. 짐베르나(Gimbernat)의 격려에 따라 지역 의회는 1897년에 스파 센터를 재건하고 호텔을 개조하기로 결정했다. 그러나 그 명성은 1930년대까지 손상되지 않았다.
쇠퇴의 또 다른 시기가 뒤따랐고 1960년까지 센터와 장비가 다시 너무 황폐해져서 폐쇄되어야 했다. 온천학에 대한 생각도 완전히 바뀌었다. 지자체는 인접한 앙트레몽성(Château d'Entremonts)을 포함하여 스파를 재구매했다. 복원은 두 번 실패했지만, 1974년의 프로젝트는 2년 만에 마침내 실현될 수 있었다. 스파는 1977년에 재개장했다. 추가 온천에 대한 전망은 1982년에 성공적이었고 새로운 야외 수영장은 1년 후에 추가될 수 있다. 오늘날 스파는 하루에 1200명 이상의 방문객을 맞이한다.
2008년 2월 RTS의 독립적인 테스트에서 온열 센터의 샤워 구역 물에 레지오넬라 뉴모필라 수치가 높은 것으로 나타났다. 2011년의 또 다른 테스트에서 동일한 프로그램은 물에서 심각한 수준의 위험한 박테리아를 발견하지 못했다. 그러나 2014년 10월에 열센터에 있는 탱크 중 하나에서 염산 4000l가 누출되었다. 다친 사람은 없었고 수영장에 남아 있던 목욕객들에게 대피를 요청했다.

### 샹-피테트 장원

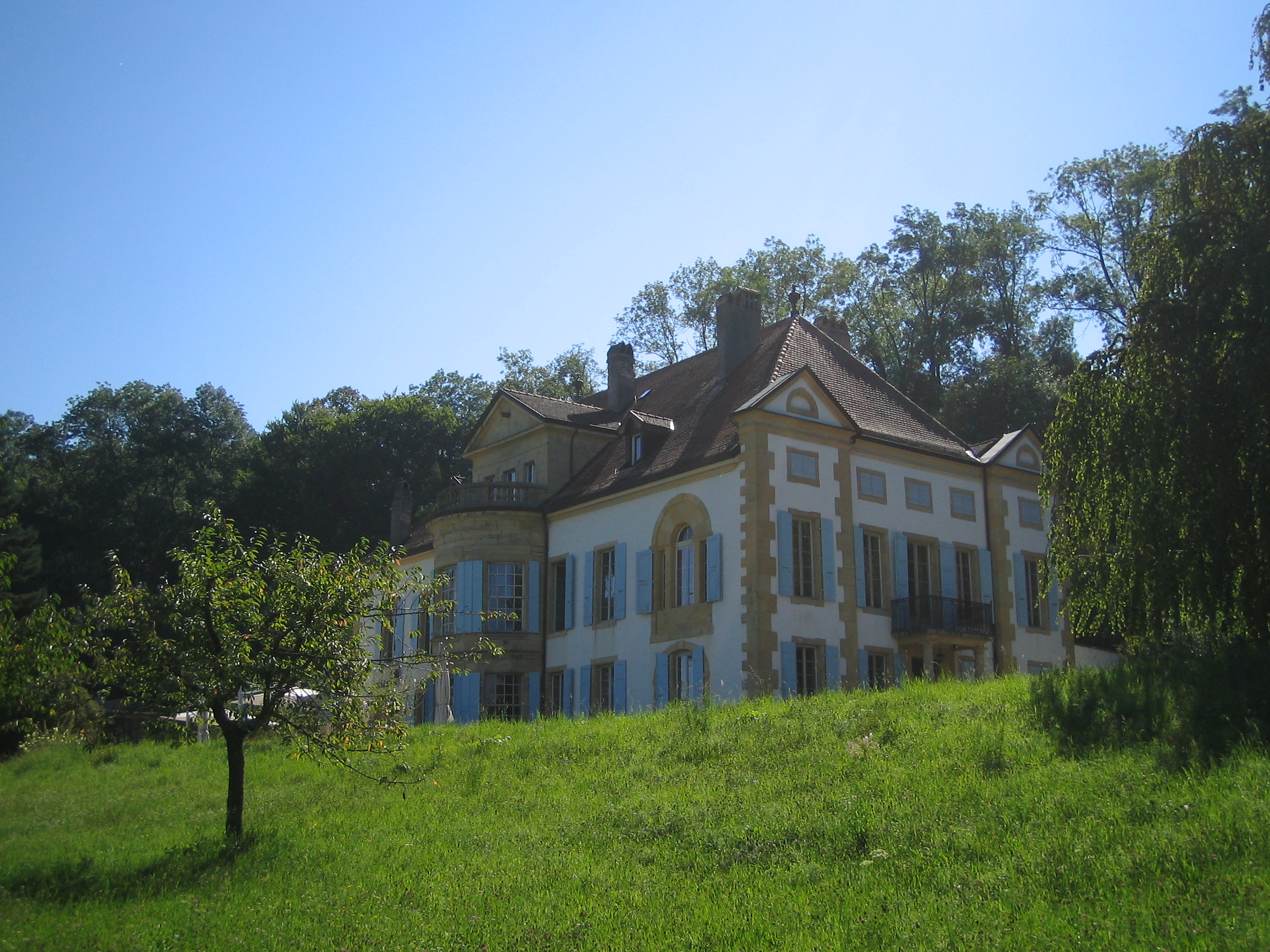
샹-피테트 저택 (2012).

이브농(Yvonand)으로 가는 길 근처에 있는 18세기 영주의 저택은 이 지역이 영국 왕관의 일부가 되었을 때 이베르동의 시민이자 캐나다의 초대 총독(1777-1786)인 프레데릭 할디맨드(Frédéric Haldimand)의 여름 별장으로 사용되었다.
이 시골 지역은 현재 자연 보호를 위한 스위스 리그인 프로네츄라(Pro Natura)에 속하며, 두 개의 자연 센터 중 하나이다. 특별 전시회, 시청각쇼 및 자연 보호 구역인 그란데 까리께(Grande Caricaie)의 가이드 투어를 조직한다.

## 지리

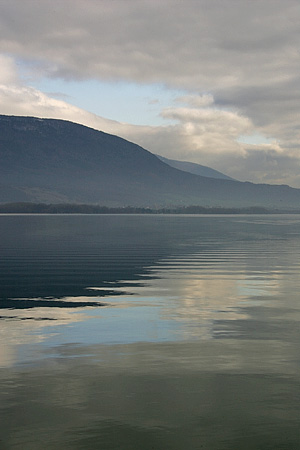
이베르동 외부의 뇌샤텔호의 안개

이베르동레뱅의 면적은 2009년 기준으로 11.3k㎡이다. 이 면적 중 3.57k㎡(31.6%)가 농업 목적으로 사용되는 반면 0.71k㎡(6.3%)는 삼림으로 사용된다. 나머지 토지 중 6.52k㎡(57.8%)가 정착(건물 또는 도로), 0.31k㎡(2.7%)가 강 또는 호수이며, 0.2k㎡(1.8%)는 불모지이다.
건축면적 중 공업용 건물이 전체 면적의 6.6%, 주택과 건물이 26.2%, 교통 기반 시설이 15.2%를 차지했다. 전력 및 수자원 기반 시설 및 기타 특별 개발 지역은 면적의 2.5%를 구성하고 공원, 녹지대 및 스포츠 필드는 7.4%를 구성한다. 산림 토지 중 전체 토지 면적의 4.7%는 삼림이 무성하고, 1.6%는 과수원이나 작은 나무 군락으로 덮여 있다. 농경지 중 27.1%는 작물 재배에 사용되고, 3.5%는 목초지이다. 시정촌의 모든 물은 흐르는 물이다.
시정촌은 2006년 8월 31일에 해산될 때까지 이베르동구의 수도였으며, 이베르동레벵은 쥐라 북보두아의 새로운 구의 일부가 되었다.
그리지(Gresy) 지자체는 2011년 7월 1일 이베르동레뱅 지자체로 합병되었다.

### 기후
이베르동레뱅의 연간 평균 강수, 또는 강설일은 118.4일이며, 평균 강수량은 893mm이다. 가장 습한 달은 6월로 이베르동레뱅에 평균 92mm의 비나 눈이 내린다. 이달의 평균 강수일은 11.2일이다. 강수량이 가장 많은 달은 5월로 평균 11.4일이지만 비나 눈은 80mm에 불과하다. 연중 중 가장 건조한 달은 4월로 9.4일 동안 평균 강수량이 59mm이다.

## 인구통계

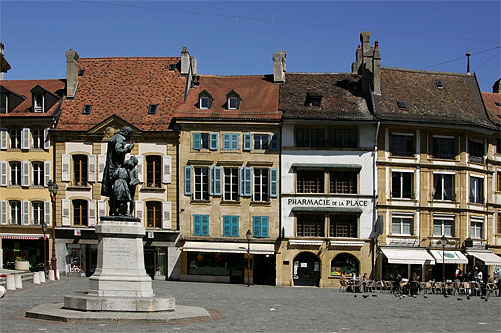
이베르동 구시가지

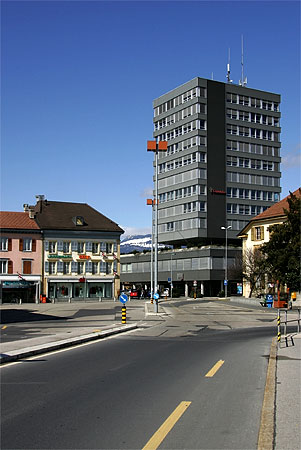
현대 건축물

2020년 12월 기준, 이베르동레뱅의 인구는 29,955명이다. 2008년 기준으로 인구의 34.2%가 거주하는 외국인이다. 지난 10년(1999-2009년) 동안 인구는 15.2%의 비율로 변화했다. 이주로 인해 14%의 비율로, 출생 및 사망으로 인해 1.9%의 비율로 변경되었다.
2000년 기준, 인구 대부분인 20,134명(82.6%)이 프랑스어를 모국어로 사용하고, 세르비아-크로아티아어가 945명(3.9%)으로 두 번째로 많이 사용하고, 포르투갈어가 859명(3.5%)으로 세 번째로 사용된다. 독일어를 할 줄 아는 사람은 551명, 이탈리아어를 할 줄 아는 사람은 717명, 로만슈어를 할 줄 아는 사람은 9명이다.
2009년 현재 이베르동레뱅의 연령 분포는 다음과 같다. 2,821명(인구의 10.6%)이 0~9세이고, 3,041명(11.4%)이 10~19세이다. 성인 인구 중 3,965명(인구의 14.9%)이 20~29세이다. 3,858명(14.5%)은 30~39세, 3,791명(14.3%)은 40~49세, 3,138명(11.8%)은 50~59세이다. 고령자 분포는 2,576명(인구의 9.760%)이 69세는 1,939명(7.3%), 70~79세는 1,235명(4.6%), 90세 이상은 228명(0.9%)이다.
2000년 기준으로 시정촌에 미혼이거나 독신인 사람은 9,841명이다. 기혼자는 11,252명, 미망인은 1,687명, 이혼한 사람은 1,596명이었다.
2000년 기준으로 시정촌의 개인가구는 10,835세대로 가구당 평균 2.2명이다. 1인 가구는 4201가구, 5인 이상 가구는 634가구였다. 총 11,082가구 중 1인 가구가 37.9%로 부모와 동거하는 성인이 42가구였다. 나머지 가구 중 자녀가 없는 부부는 2,848쌍, 자녀가 있는 부부는 2,855쌍이다. 자녀가 있는 편부모는 707명이었다. 182가구는 혈연관계가 없는 사람들로, 247가구는 일종의 기관이나 집단주택으로 구성되어 있었다.
2000년에는 총 2,850호의 주거용 건물 중 1,226호(전체의 43.0%)가 단독주택이었다. 다가구는 829채(29.1%), 주로 주거용으로 사용되는 다목적 건물은 568채(19.9%), 기타 용도(상업·공업)가 227채(8.0%)였다.
2000년 기준으로 영구임대된 아파트는 총 10,649채(전체의 88.2%)였으며, 비수기인 경우는 1,094채(9.1%), 공실은 331채(2.7%)였다. 2009년 기준 신규주택 건설률은 인구 1000명당 1세대였다.
2003년 현재 이베르동레뱅의 평균 아파트 임대료는 월 954.90 스위스 프랑 (CHF)이었다(2003년부터 US$760, £430, €610 약 환율). 방 1개짜리 아파트의 평균 가격은 570.22 CHF(US$460, £260, €360)였고, 방 2개짜리 아파트는 약 721.96 CHF(US$580, £320, €460)였고, 방 3개짜리 아파트는 약 897.75 CHF(US$720, £400, €570) 및 6개 이상의 방 아파트 비용은 평균 1638.23 CHF(US$1310, £740, €1050)이다. 이베르동레뱅의 평균 아파트 가격은 전국 평균 1116CHF의 85.6%였다. 2010년 지자체의 공실률은 0.49%였다.

역사적 인구는 다음 차트에 나와 있다.:

### 종교

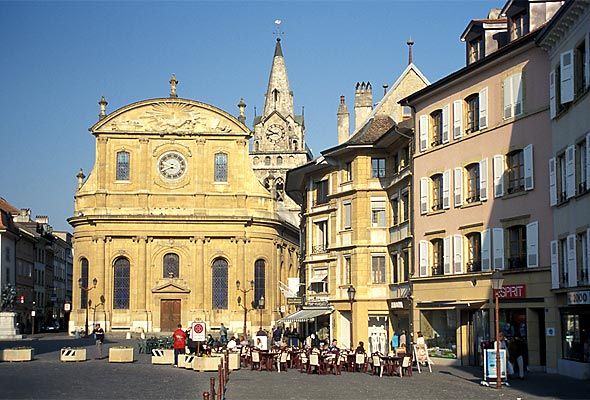
이베르동 시 교회

2000년 인구 조사에서 8,628명(35.4%)이 스위스 개혁 교회에 속했고, 7,489명( 30.7%)이 로마 가톨릭 신자였다. 나머지 인구 중 정교회 교인은 835명(인구의 약 3.43%), 크리스찬 가톨릭 교회 교인은 28명(인구의 약 0.11%)이었다. 다른 기독교 교회에 속한 개인은 1,389명(5.70%)이었다.
유대인은 25명(0.10%)이었고, 이슬람교도는 1,631명(인구의 약 6.69%)이었다. 불교도 74명, 힌두교 183명, 타 교회 38명이었다. 3,061명(인구의 약 12.56%)이 교회에 속하지 않고, 불가지론자 또는 무신론자이며, 1,668명(인구의 약 6.84%)이 질문에 대답하지 않았다.

## 경제
2010년 기준으로, 이베르동레뱅의 실업률은 8.2%이다. 2008년 기준으로 1차 경제 부문에 179명이 고용되어 있으며, 이 부문에 약 11개 기업이 참여하고 있다. 2,219명이 2차 부문에 고용되었고, 이 부문에 224개의 기업이 있었다. 10,323명이 3차 부문에 고용되었으며, 이 부문에 1,119개의 기업이 있다. 시정촌 주민은 11,191명으로 일정 정도 고용되었으며, 그중 여성이 전체 노동력의 45.2%를 차지했다.
2008년에 정규직에 상응하는 총 일자리 수는 10,621개였다. 1차 부문의 일자리 수는 173개였으며, 그중 161개는 농업에, 12개는 임업 또는 목재 생산에 종사했다. 2차 부문의 일자리는 2,104개였으며, 그중 제조업이 1,268개(60.3%), 건설업이 654개(31.1%)였다. 3차 부문의 일자리는 8,344개였다. 3차 부문에서; 1,722개(20.6%)는 도소매 또는 자동차 수리업, 711개(8.5%)는 물품 이동 및 보관, 523개(6.3%)는 호텔 또는 레스토랑, 222개(2.7%)는 정보 산업에 종사했다. 253개(3.0%)가 보험 또는 금융 산업, 549개(6.6%)가 기술 전문가 또는 과학자, 1,040개(12.5%)가 교육, 1,751개(21.0%)가 의료 분야였다.
2000년 기준으로 자치단체로 통근하는 근로자는 6,437명, 외부 출퇴근자는 4,894명이었다. 지자체는 근로자의 순수입 지자체이며, 1명이 전출될 때마다 약 1.3명의 근로자가 지자체에 전입된다. 이베르동레뱅에 들어오는 노동력의 약 7.0%는 스위스 외부에서 오고, 현지인의 0.0%는 일을 위해 스위스에서 출퇴근한다. 근로 인구의 16.7%가 대중교통을 이용하여 출퇴근하고, 53.9%가 자가용을 이용하였다.

## 교육
이베르동레뱅은 2000명이 넘는 학생이 재학 중인 공립대학인 보주 경영공학부를 유치한 대학 도시로, 이베르동의 인접 지역에는 슈소 도로, Center St-Roch 및 Center Y-Parc가 있다.
이베르동레뱅에서는 인구의 약 7,695명(31.6%)이 비필수 고등 중등교육을 이수했으며, 2,339명(9.6%)이 추가 고등교육( 대학 또는 응용학문대학)을 마쳤다. 고등교육을 이수한 2,339명 중 50.6%가 스위스 남성, 28.3%가 스위스 여성, 13.6%가 비스위스계 남성, 7.5%가 비스위스계 여성이었다.
2009/2010 학년도에 이베르동레뱅 학군에는 총 3,093명의 학생이 있었다. 보주 주립학교 시스템에서는 정치 구역에서 2년간의 의무가 아닌 유아원을 제공한다. 학년도 동안 정치 지역은 총 578명의 어린이에게 유치원 보육을 제공했으며, 그중 359명의 어린이(62.1%)가 보조금을 받는 유치원 보육을 받았다. 캔톤의 초등학교 프로그램은 학생들이 4년 동안 출석해야 한다. 시립 초등학교 프로그램에는 1,589명의 학생이 있었다. 의무 중학교 과정은 6년 동안 지속되며, 해당 학교의 학생은 1,410명이었다. 또한 홈스쿨링을 하거나 다른 비전통 학교에 다니는 94명의 학생이 있었다.
2000년 현재 이베르동레뱅에는 다른 지자체에서 온 2,043명의 학생이 있었고, 507명의 주민들은 지자체 외부의 학교에 다녔다.
이베르동레뱅에는 메종 도르테 박물관, 이베르동 및 지역 박물관 및 스위스 패션 박물관이 있다. 2009년 메종 도르테는 12,000명의 방문객이 방문했다(이전 연도 평균 9,838명). 2009년에 이베르동 및 지역 박물관은 8,051명의 방문객이 방문했다. (이전 연도의 평균은 7,871명)
이베르동레뱅에는 2개의 도서관이 있다. 이러한 도서관에는 다음이 포함된다.
- 공공 도서관 이베르동 (Bibliothèque publique Yverdon)
- 보주 고등 공과 경영 학교 (Haute école d'ingénierie et de gestion du Canton de Vaud)

도서관에는 총 99,302권 (2008년 기준)이 소장되어 있으며, 같은 해 총 124,282권이 대출되었다.

## 교통

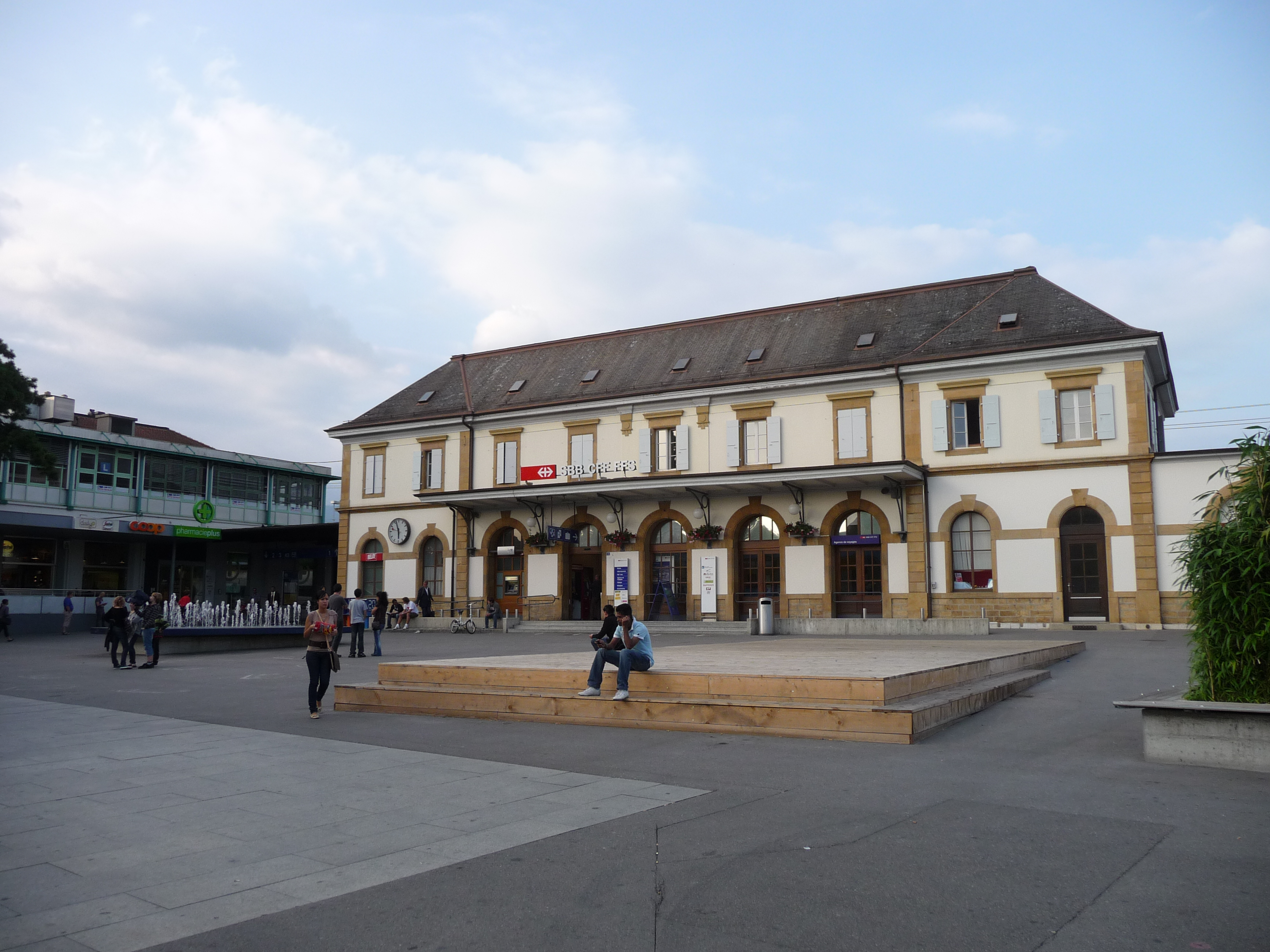
이베르동레뱅역 건물, 2009년

지자체에는 이베르동레뱅역, 이베르동-샹 피테트 및 이베르동 윌리엄 바비의 3개 기차역이 있다. 이들 중 첫 번째는 표준궤 프리부르-이베르동 및 쥐라 도보선과 협궤 이베르동-생크루아선의 주요 인터체인지이다. 일반적인 주중에는 16,800명의 승객에게 서비스를 제공하며, 로잔, 생갈렌, 제네바 공항, 취리히 중앙역, 뇌샤텔, 팔레지외, 프리부르 및 생크루아에 정기 서비스를 제공한다. 이베르동-샹 피테트 프리부르-이베르동선의 시정촌 동쪽 가장자리에 위치하고, 이베르동 윌리엄 바비는 이베르동-생크루아선의 도심 서쪽에 위치해 있다.

## 스포츠
이베르동-스포츠 FC는 지자체의 축구 클럽이다.